# 北海道道1181号新八雲停車場線
北海道道1181号新八雲停車場線（ほっかいどうどう1181ごう しんやくもていしゃじょうせん）は、北海道二海郡八雲町内を結ぶ一般道道（北海道道）である。なお、現在の路線名は仮称である。

## 概要
2030年（令和12年度）開業予定の北海道新幹線新八雲駅から北海道道42号八雲北檜山線までを結ぶ路線である。

### 路線データ
- 起点：北海道二海郡八雲町春日（JR北海道 北海道新幹線 新八雲駅）
- 終点：北海道二海郡八雲町春日（北海道道42号八雲北檜山線交点）
- 総延長：0.196 km[1]
- 未供用延長：0.196 km[1]

## 歴史
- 2021年（令和3年）4月9日 - 路線認定[2]

## 地理

### 通過する自治体
- 渡島総合振興局
  - 二海郡八雲町

### 交差する路線
八雲町
- 北海道道42号八雲北檜山線 - 春日